# أحمد يوسف عبد الله
أحمد يوسف عبد الله (20 ديسمبر 1984) لاعب كرة قدم بحريني يلعب حاليا لصالح نادي الدرجة الأولى المالكية البحريني في مركز المهاجم من 2002.